# Ctenotus borealis
Ctenotus borealis este o specie de șopârle din genul Ctenotus, familia Scincidae, descrisă de Harry Theodore Horner și King 1985. Conform Catalogue of Life specia Ctenotus borealis nu are subspecii cunoscute.